# Доњи Срђевићи
Доњи Срђевићи су насељено мјесто у општини Србац, Република Српска, БиХ. Према попису становништва из 1991. у насељу је живјело 393 становника.

## Становништво
| Демографија (Срђевићи) | Демографија (Срђевићи) | Демографија (Срђевићи) |
| Година                 | Становника             | Становника             |
| ---------------------- | ---------------------- | ---------------------- |
| 1948.                  | 430                    |                        |
| 1953.                  | 499                    |                        |
| 1961.                  | 494                    |                        |
| 1971.                  | 414                    |                        |
| 1981.                  | 485                    |                        |
| 1991.                  | 393                    |                        |
| 1993.                  | 427                    |                        |